# David Tomassini
Pour les articles homonymes, voir Tomassini.
David Tomassini, né le 14 mars 2000 dans la Ville de Saint-Marin est un footballeur international saint-marinais qui évolue au poste d'attaquant au Tropical Coriano.

## Biographie

### Carrière nationale
Le 31 mars 2021, Tomassini réalise ses débuts en équipe de Saint-Marin, lors d'un match des éliminatoires de la Coupe du monde 2022 face à l'Albanie (défaite 0-2),.
Le 1er juin 2021, lors d'un match amical contre le Kosovo, Tomassini inscrit son premier but international (défaite 1-4).